# Bibelzentrum Barth

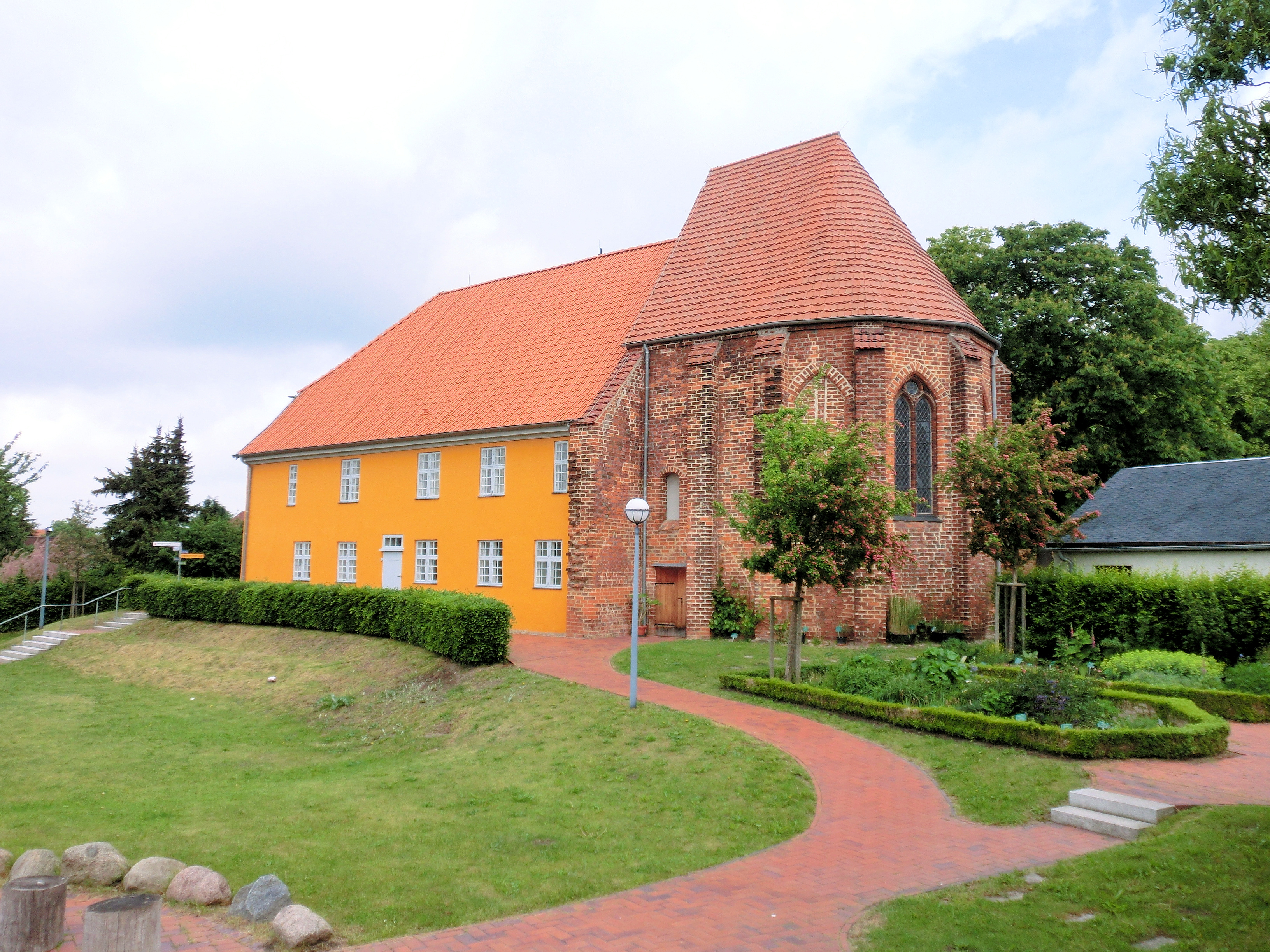
Ehemaliges St.-Jürgen-Hospital

Das Bibelzentrum Barth, vormals Niederdeutsches Bibelzentrum St. Jürgen, wurde in der ehemaligen Hospitalkirche des St.-Jürgen-Hospitals in Barth (Landkreis Vorpommern-Rügen) eingerichtet und zeigt unter anderem die 1588 in der Stadt gedruckte Barther Bibel in mittelniederdeutscher Sprache. Das Bibelzentrum versteht sich auch als Bildungsstätte vor allem für den schulischen Bereich mit Beiträgen zu den Fächern Geschichte, Religion und Philosophie, Musik und Kunst, Sozialkunde, Heimat- und Sachkunde, Literatur und Niederdeutsch.

## Geschichte
Die nur noch mit dem Chorbereich erhaltene Backsteinkirche St. Jürgen wurde 1380 gebaut und als Hospitalkirche in einer Auffang- und Pflegesiedlung für Leprakranke genutzt. Das Kirchenschiff wurde später vermutlich bei einem Brand oder durch Krieg vernichtet, stattdessen baute man an den verbliebenen Chor ein Hospitalgebäude im Fachwerkstil an, wobei noch vorhandenes Mauerwerk einbezogen wurde. Hinweise darauf sind im Außenmauerwerk bei Untersuchungen nachgewiesene Reste der ehemaligen Kirchenmauern. In alten Stadtansichten ist die Kirche inmitten einer Hüttensiedlung mit einem Dachreiter dargestellt.

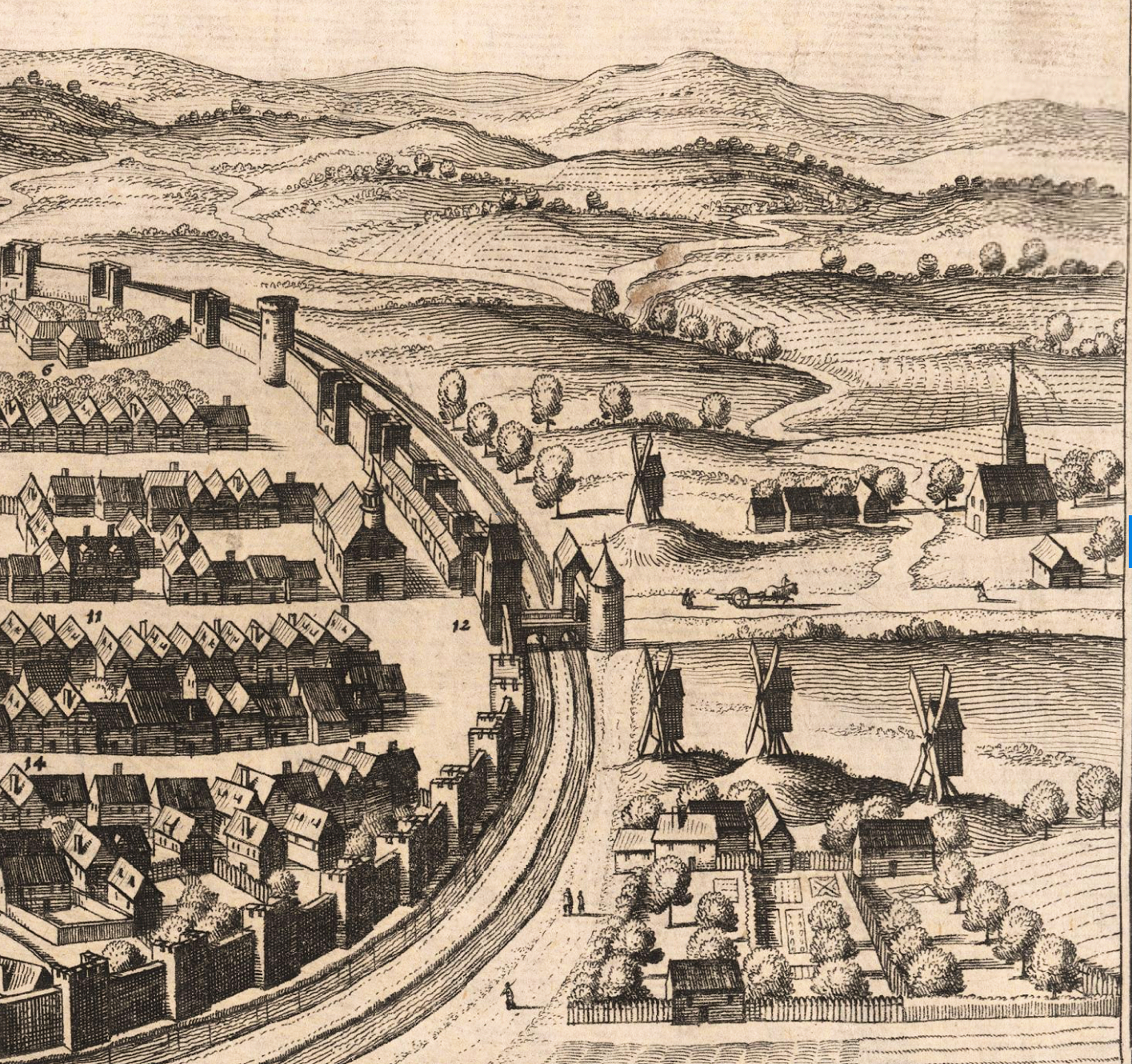
Darstellung der Kapelle am rechten Bildrand auf einem Stich von 1652

Seit dem 19. Jahrhundert wurde das Hospitalgebäude für Wohnzwecke umgebaut und genutzt. Zweck dieses Umbaus war eine Nutzung als Alterssitz, den man mit einer Geldzahlung erkaufen konnte. Später als normales Wohnhaus genutzt, verfiel es wegen mangelnder Instandhaltung seit den 1960er Jahren, 1988 zog der letzte Bewohner aus. Der abgeschlossene Chorraum wurde bis dahin weiter für Gottesdienste genutzt.
Nach 1990 gab es Bemühungen, das Gebäude vor der endgültigen Zerstörung zu retten, die Fenster und Türen wurden zugenagelt. Ab 1998 begann mit einer umfassenden Restaurierung der Umbau zum Niederdeutschen Bibelzentrum, das zum Reformationstag 2001 eröffnet wurde. Bei diesen Restaurierungen wurden in der Kapelle die Wandmalereien der Heiligen Christophorus und Antonius freigelegt.
Seit 2001 ist im Hospitalgebäude mit der Kapelle die Ausstellung des Niederdeutschen Bibelzentrums St. Jürgen untergebracht, daneben wurde ein neues Funktionsgebäude mit Gästezimmern und Schulungsräumen für Tagungen, Seminare, Bildung und Veranstaltungen errichtet.
2009 wurde die Sammlung des Bibelzentrums um ein Exemplar der Vorlage der Barther Bibel, der Lübecker Bibel von 1533, bereichert.
Das Bibelzentrum erinnert auch an den örtlichen Reformator Johannes Block, der bis 1545 als Pastor in Barth wirkte und dessen Privatbibliothek sich bis heute erhalten hat.
Das Bibelzentrum war zunächst eine Einrichtung der Evangelischen Haupt-Bibelgesellschaft und von Cansteinschen Bibelanstalt Berlin (EHBG) bis zu deren Auflösung Ende 2004. Dann gründete sich die Pommersche Bibelgesellschaft e. V. als Trägerverein. Zur langfristigen Sicherung der Arbeit wurde 2007 die Stiftung Niederdeutsches Bibelzentrum gegründet, eine rechtsfähige kirchliche Stiftung des bürgerlichen Rechts. Zum Jahresbeginn 2014 übernahm die Evangelisch-Lutherische Kirche in Norddeutschland die Trägerschaft des Bibelzentrums mit der nunmehrigen (seit 2013) Mecklenburgischen und Pommerschen Bibelgesellschaft e. V. als Förderverein. In der Folgezeit wurde anstelle der Bezeichnung „Niederdeutsches Bibelzentrum St. Jürgen“ die Bezeichnung „Bibelzentrum Barth“ eingeführt.

## Bibelgarten
Zeitgleich mit der Errichtung der Ausstellung um den Barther Bibeldruck in dem Hospitalgebäude wurde 2001 ein Bibelgarten eröffnet, der im Laufe der Jahre immer erweitert worden ist.

### Lehr- und Klostergarten
In Verlängerung des Chorraumes der St. Jürgen-Kapelle wurde bei der Restaurierung der Anlage 2001 nach Vorbild alter Klostergärten ein Lehrgarten angelegt. Dieser teilt sich in vier Sektionen auf, die jeweils thematisch geordnet sind.

- Pflanzen, die in der Bibel vorkommen (z. B. Feigenbaum)
- Pflanzen, deren Namen Bezug nehmen auf: christliche Begriffe, Namen der Bibel, Heilige und Personen der Kirchengeschichte (z. B. Paradeiser, Herrgottsblut)
- Pflanzen der Kloster- und Heilgärten (z. B. Lavas)
- Symbolpflanzen (z. B. Passionsblume)

Regelmäßig werden Führungen von Gartenfachkräften und Theologen angeboten und botanische Lehrveranstaltungen in dem Garten abgehalten.
Das Team des Barther Bibelgartens war Mitinitiator des bundesweiten Bibelgartennetzwerks, das sich jährlich zu Fachtagungen trifft.

### Rosengarten
Nach langjähriger Planung konnte im Jahr des Reformationsjubiläums 2017 eine Erweiterung des Bibelgartens eröffnet werden. Rund 40 unterschiedliche Rosenarten mit namentlichen Bezug zu Bibel, Christentum und Kirchengeschichte sind so erstmals zu einem Rosenpark zusammengestellt. Im Süden bildet eine Remise mit einer Sonnenterrasse den Abschluss des Rosengartens und wird für Veranstaltungen genutzt.

## Galerie

St. Jürgen Hospital in Barth um 1900
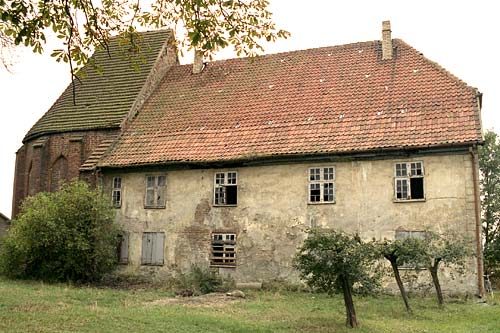
St. Jürgen Hospital Barth um 1988
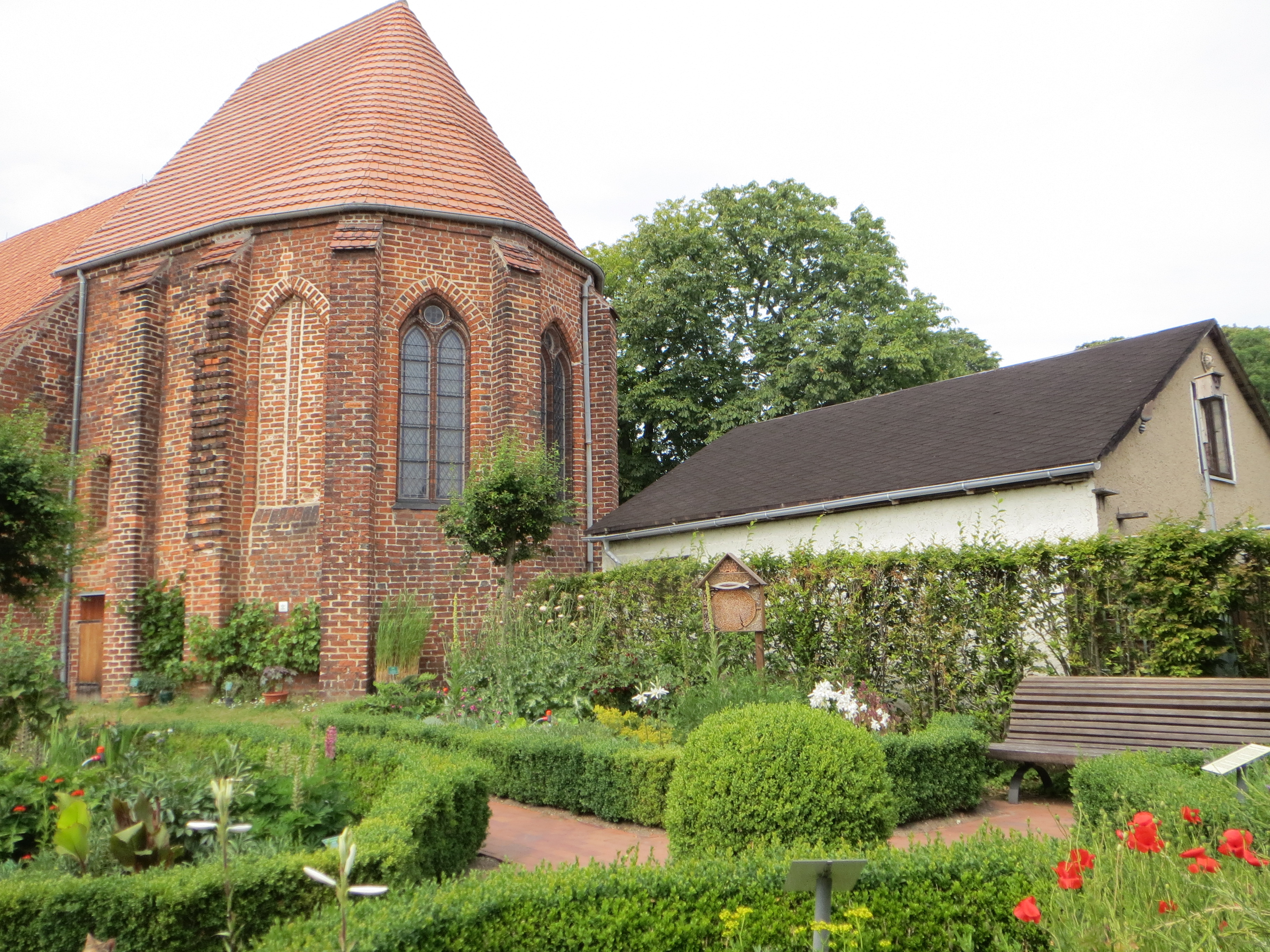
Garten, 2014
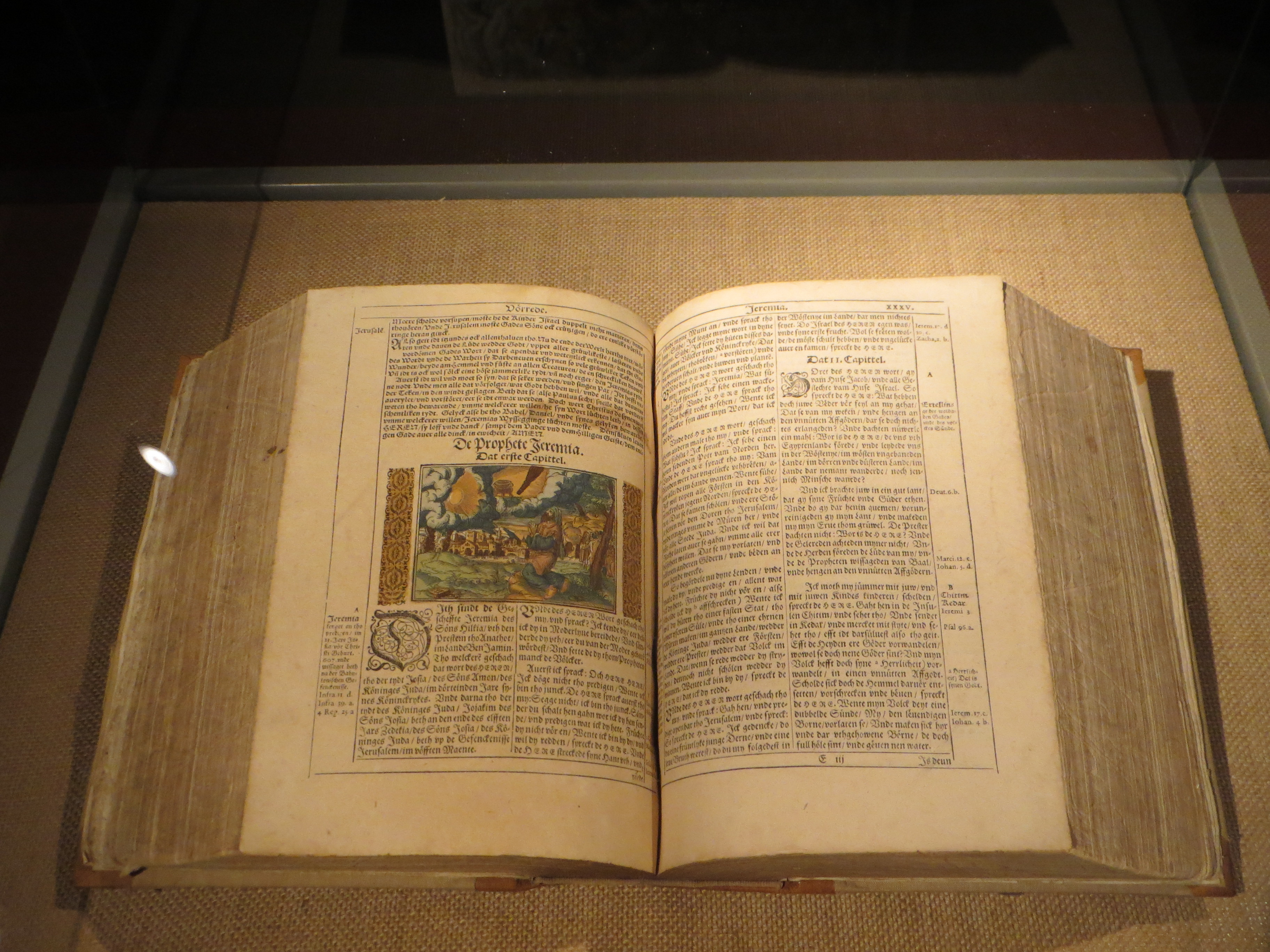
Barther Bibel, 2014
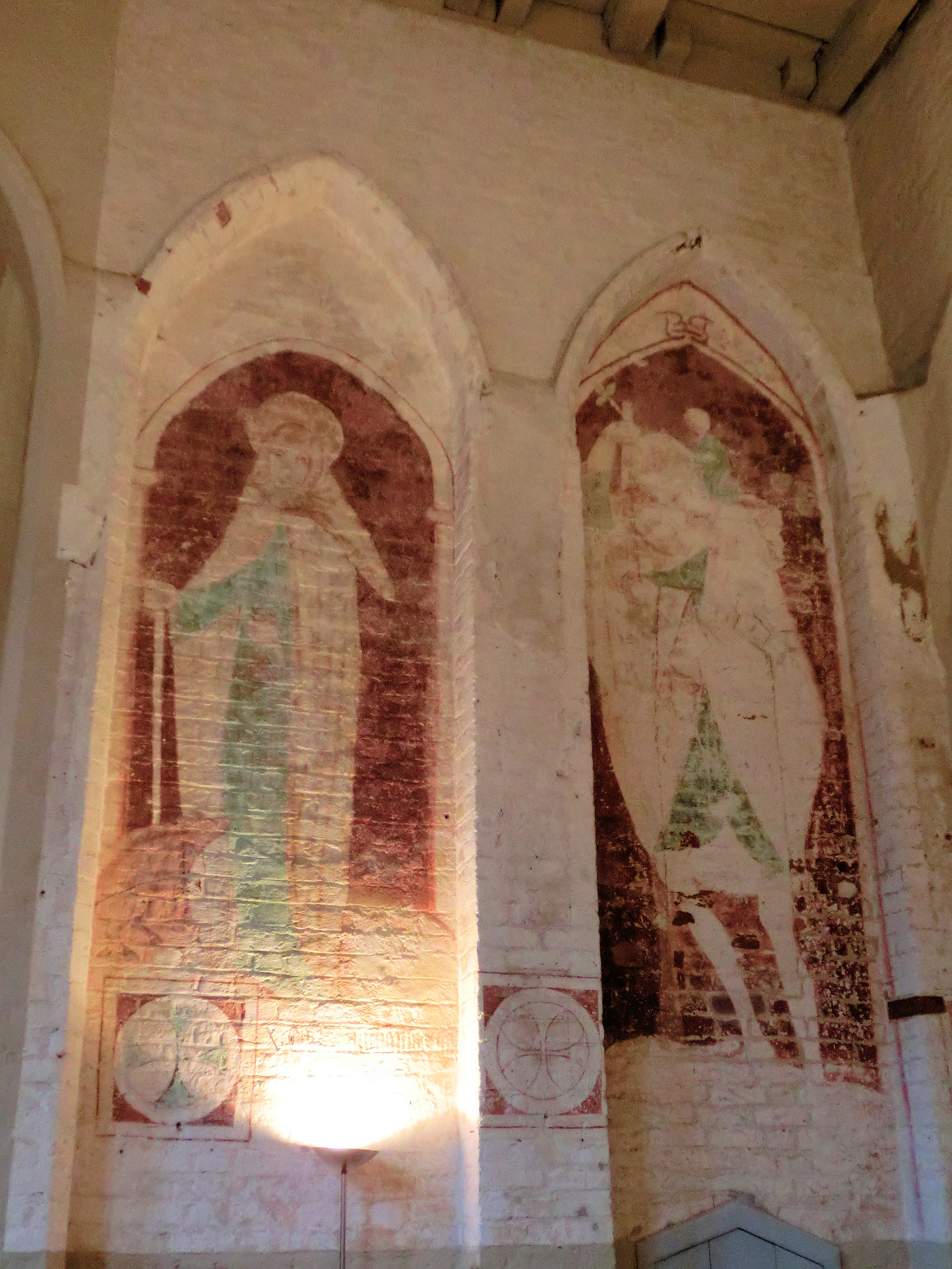
Fresken in der Kapelle, 2011